# Spol Boga u hinduizmu
Hinduizam je religija koja naučava da postoji mnogo duhovnih puteva — puteva koji vode do spoznaje Boga. Mnogi hinduisti smatraju da Bog — vrhovno biće — nema spola, to jest, pripisivanje spola Bogu nema smisla jer je Bog „iznad spola”. Postoje i hinduističke tradicije koje Bogu pridaju oba spola/roda. Sekta šaktizam smatra Boga ženskim bićem. Hinduizam se može smatrati monoteističkom, politeističkom ili henoteističkom religijom — svi pogledi na spol Boga jednako su vrijedni. 
Prema vjerovanju većine hinduista, Bog uzima mnogobrojne oblike kako bi izvršio određene zadatke ili se obznanio čovjeku. Hinduisti koriste riječi deva i devi da opišu muške, odnosno ženske oblike koje Bog preuzima. Srednjovjekovna hinduistička mitologija svakom muškom božanstvu pridaje žensko.

## Bogovi i božice
Pogledajte također „Deva (hinduizam)”, „Devi” i „Žene u hinduizmu”.
Brahman — „apsolutno”, vrhovno biće — hinduistički je koncept Boga viđen bez atributa, pa prema tome i bez spola ili roda.
Najpoznatiji hinduistički bogovi — Brahma, Višnu i Šiva — jasno su identificirani kao muška božanstva te su njihova obilježja uvijek muška. Svakom od njih data je božica — to su Sarasvati, Lakšmi i Parvati. Ipak, premda su Brahma, Višnu i Šiva muški oblici Boga, dok su njihove družice žene, u hinduizmu postoje dvospolni prikazi Boga koji uključuju „spajanje” muškog i ženskog božanstva. 

### Šaktizam
U šaktizmu, Bogu su dani ženski atributi. Božica — poznata i kao Šakti — stvoriteljica je svemira i izvor muških božanstava.

## Mitologija
Sveti spisi spominju kako je bog Daksha stvorio gomilu žena sa svojim božanskim suprugama. Adi Parashakti inkarnirala se kao Dakshina kći Sati, koja se udala za Šivu.

## Poveznice
- Dvospolni prikazi Boga u hinduizmu
  - Ardhanarishvara
  - Vaikuntha Kamalaja
- Božica
- Božanski arhetipovi
  - Otac Nebo
    - Dyaus — hinduistički oblik boga neba

  - Majka Zemlja
    - Prithvi — hinduistički oblik božice Zemlje